# Fürstenried

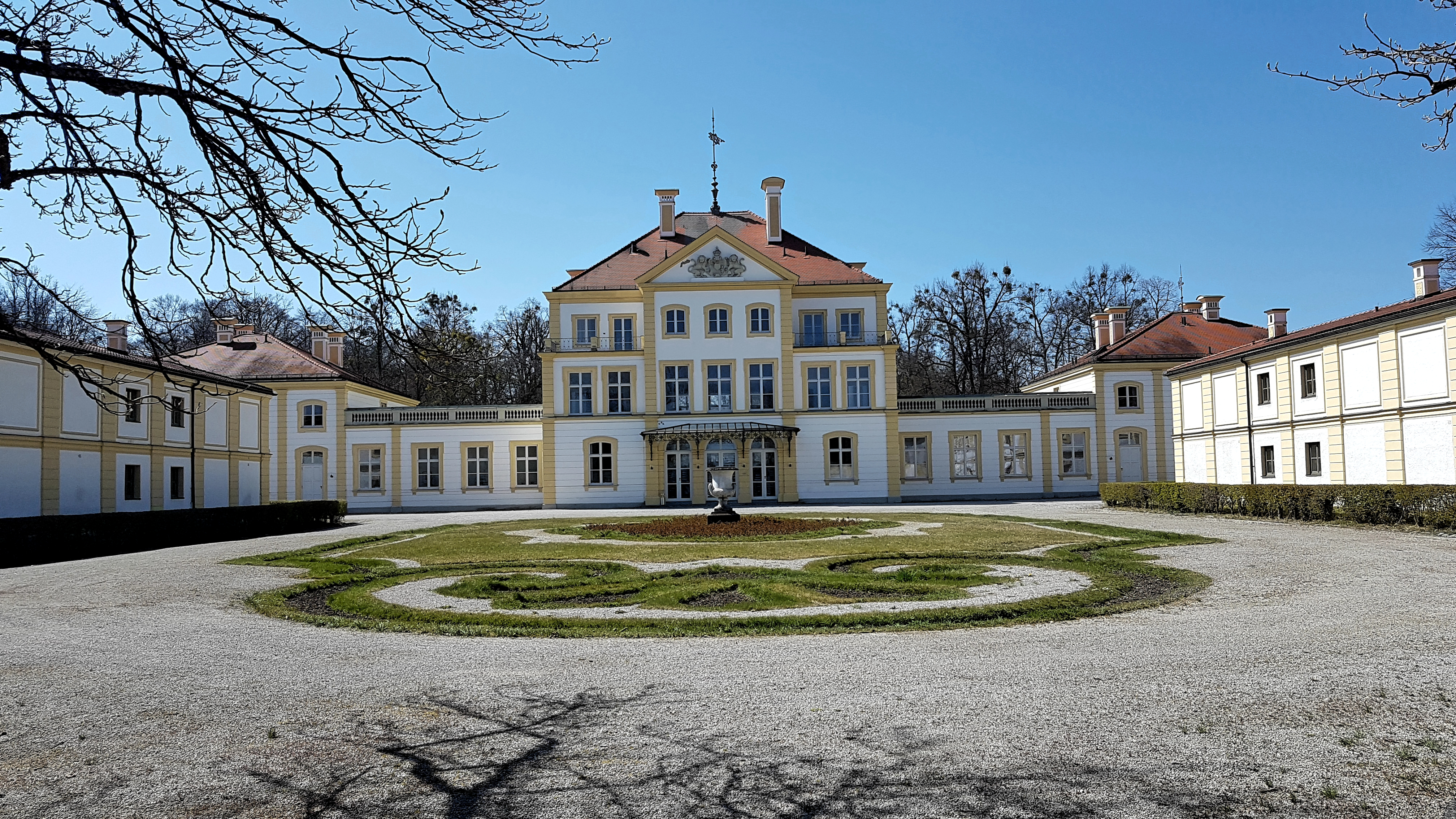
Schloss Fürstenried, historischer Kern des ansonsten modernen Stadtteils

Fürstenried ist ein Stadtteil im Südwesten der bayerischen Landeshauptstadt München. Er liegt im Stadtbezirk 19 Thalkirchen-Obersendling-Forstenried-Fürstenried-Solln. 

## Geographie
Fürstenried liegt im Westen des Stadtbezirks 19. Die beiden in den 1960er Jahren erbauten Wohnsiedlungen Fürstenried Ost und Fürstenried West, die östlich und westlich an das namensgebende Schloss Fürstenried angrenzen, sind durch die nach Garmisch-Partenkirchen führende Bundesautobahn 95 voneinander getrennt. Zu Fürstenried werden auch die Siedlungen Kreuzhof und Neuforstenried  sowie der auf ein historisches Anwesen zurückgehende Ortsteil Maxhof gezählt.
Nördlich von Fürstenried liegt der Stadtteil Hadern mit dem Waldfriedhof, im Osten die Stadtteile Obersendling und Forstenried, im Süden der Forstenrieder Park und im Westen die Nachbargemeinde Neuried. Das Gelände Fürstenrieds ist nahezu eben und liegt auf einer Höhe von etwa 560 m ü. NHN.

## Geschichte

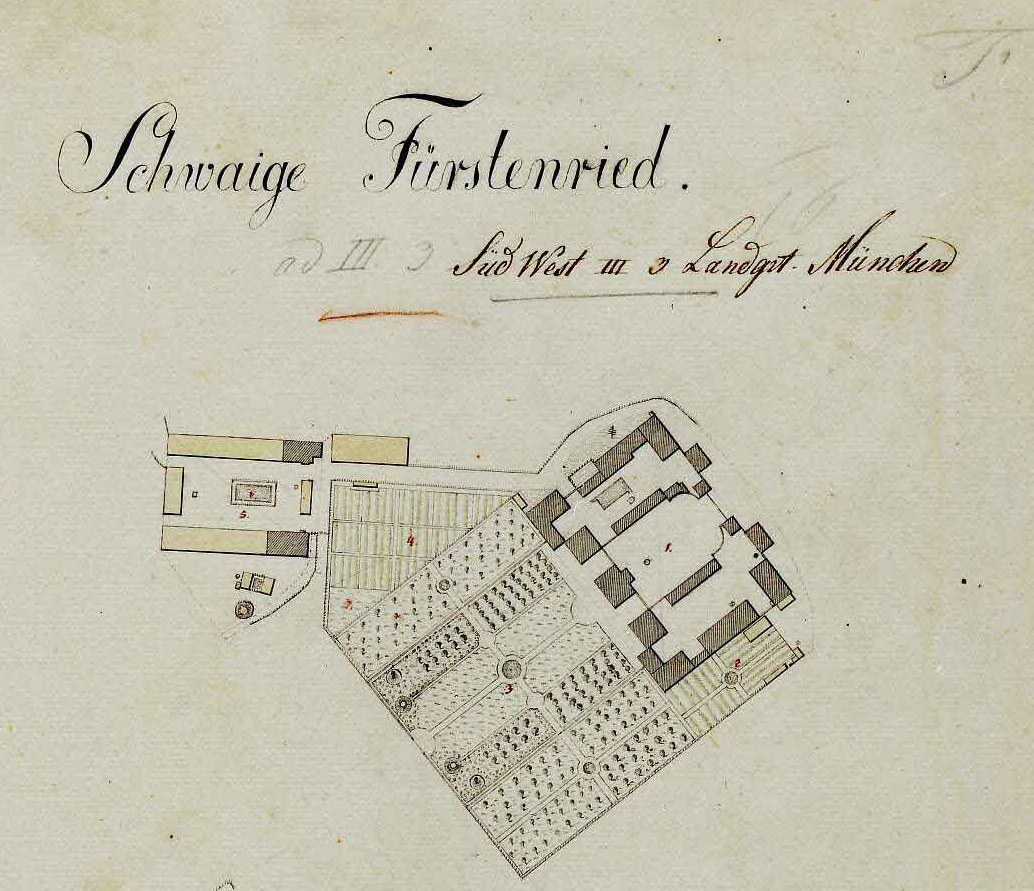
Schloss und Schwaige Fürstenried, Karte von 1809

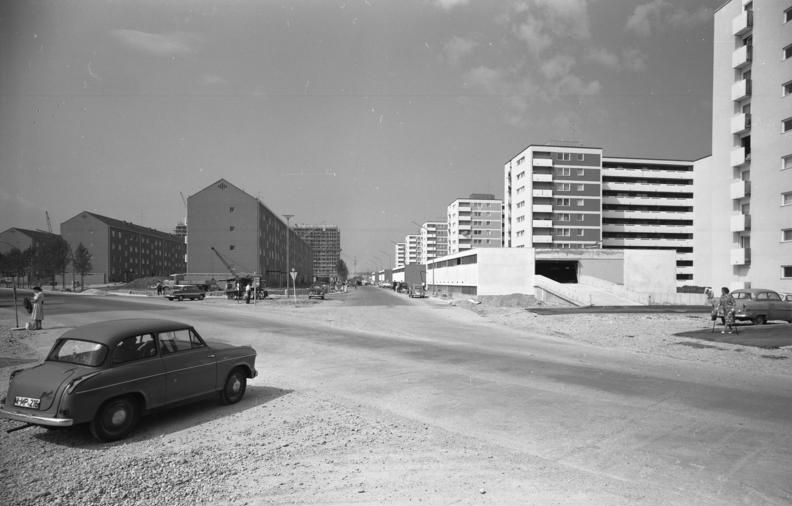
Bauzeitliche Aufnahme aus Fürstenried Ost

Der früher Poschetsried genannte Ort wurde erstmals 1194 als Parchalchesried (Barschalk=minderfreier Mann und Ried=Rodung) erwähnt. Im Jahre 1194 kam Poschetsried zum Stift Rottenbuch. 1498 erwarb Bayernherzog Albrecht IV. die Siedlung. Seit 1593 war Poschetsried als Teil der Hofmark Forstenried und Poschetsried im Besitz der Familie von Hörwarth. 
In der Spätgotik wurde in der Nähe des damaligen Ortes die sogenannte Pestsäule errichtet.
Nach der 1687 begonnenen Umgestaltung des Forstenrieder Waldes zu einem jagdtauglichen Park erwarb Kurfürst Max Emanuel 1715 Herrenhaus und Schwaige Poschetsried von und ließ daraus eine barocke Schlossanlage errichten. Nach ihm wurde der Ort seit 1716 als Fürstenried bezeichnet. Durch die Gemeindeedikte von 1808 und 1818 wurde Fürstenried zu einem Gemeindeteil der Gemeinde Forstenried. Im Jahre 1912 wurde die gesamte Gemeinde nach München eingemeindet.
Bis 1960 bestand Fürstenried lediglich aus dem Schloss und den umliegenden Gebäuden. Die noch bestehenden historischen Reste sind als Ensemble Schloss Fürstenried mit Umgebung in die Bayerische Denkmalliste eingetragen.
1959 wurde die Errichtung einer Großsiedlung Fürstenried geplant. Als erster Bauabschnitt wurde 1960–61 die Siedlung Fürstenried I östlich der Autobahn errichtet. 1961–63 folgte die Siedlung Fürstenried II westlich der  Autobahn, im Anschluss daran die Siedlung Fürstenried III südlich der Verbindungsstraße nach Neuried. 1964 wurden im Stadtrat die Namen Fürstenried Ost, Fürstenried West und Neuforstenried für die Siedlungsteile I, II und III beschlossen.